# Моджев (Седлецький повіт)
Моджев (пол. Modrzew) — село в Польщі, у гміні Збучин Седлецького повіту Мазовецького воєводства.
Населення — 257 осіб (2011).
У 1975-1998 роках село належало до Седлецького воєводства.

## Демографія
Демографічна структура станом на 31 березня 2011 року:
|          | Загалом | Допрацездатний вік | Працездатний вік | Постпрацездатний вік |
| -------- | ------- | ------------------ | ---------------- | -------------------- |
| Чоловіки | 127     | 28                 | 79               | 20                   |
| Жінки    | 130     | 34                 | 60               | 36                   |
| Разом    | 257     | 62                 | 139              | 56                   |